# گامپاها
گامپاها (به لاتین: Gampaha) یک منطقهٔ مسکونی در سری‌لانکا است که در ناحیه گامپاها واقع شده‌است.

## خصوصیات
گامپاها ۹٬۸۸۹ نفر جمعیت دارد.